# 東加漂流者

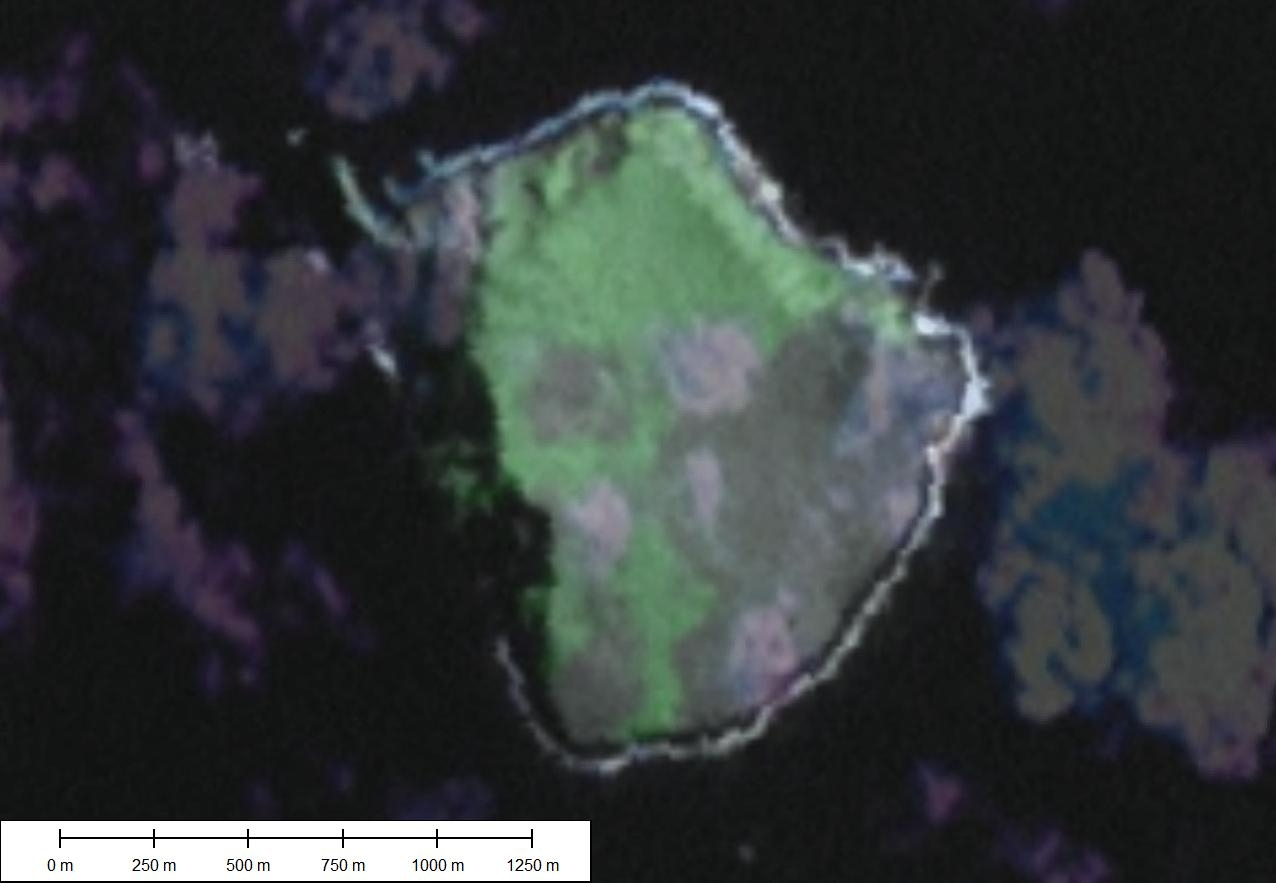
阿塔島

東加漂流者是由六個東加少年組成的團體，他們於1965年在無人居住的阿塔島遭遇海難，並在那裡生活了15個月，直至獲救。這些男孩從汤加塔布岛的寄宿學校逃學，在逃跑時偷了一艘船。一場暴風雨摧毀了這艘船，他們漂流到偏遠並被遺棄的阿塔島。他們長期以來被認為已經死亡，但在1966年9月被澳大利亞漁民發現並救起。

## 逃學
這六個男孩的年齡在15至17歲之間，分別為：盧克·維科索（Luke Veikoso）、法塔伊·拉圖（Fatai Latu）、西奧·法塔烏亞（Sione Fataua）、特維塔·西奧拉（Tevita Siola'a）、科洛·費基托亞（Kolo Fekitoa）和馬諾·托托（Mano Totau）。1965年6月，這些男孩從嚴格的天主教寄宿學校——位於汤加塔布岛努库阿洛法的聖安德魯學院出走。他們只帶了兩袋香蕉、幾顆椰子和一個小型煤氣爐，偷了一艘24英尺（7.3公尺）長的船後就出海。在他們拋錨過夜後（距離汤加塔布岛以北約10公里），一場風暴扯斷了他們的錨繩，船上的風帆和船舵很快被狂風摧毀。接下來的8天裡，他們在西南方向漂流了將近320公里，從他們那艘解體的船上舀水。在看到阿塔島後，他們果斷棄船，並在接下來的36小時裡利用從沉船上打撈的木板游到岸上。

## 漂流
馬諾是第一個到達陸地的人；由於飢餓和脫水，他無法站立，但喊出了他已安全到達岸邊，其餘的人也跟著他。一行人逃離大海後，他們徒手挖了一個山洞，獵取海鳥的生肉、血和蛋為食。
起初他們對缺乏食物和水感到絕望，但三個月後，他們經過兩天的攀登，在島上的火山口發現科洛邁爾村（Kolomaile）的廢墟，情況因此有所改善。他們復原了19世紀的居住遺跡，靠著野雞、野芋頭和香蕉生存；他們在挖空的樹幹上採集雨水飲用。當他們沒有足夠的水時，就喝海鳥的血。兩個最大的孩子擔任領導：一個是精神上的，另一個是技術上的；史蒂夫設法用兩根棍子生火，男孩們在遇難的一年多期間裡持續讓火燃燒。男孩們分成兩人一組，分別負責照顧火種、採集食物和放哨偵查的工作。
晚上，他們唱歌和彈奏自製吉他來為互相鼓勵，在遇難期間創作了五首歌曲。有一次，他們試圖乘坐自己製作的木筏出海，但木筏在離岸約1英里處破裂，他們被迫返回。他們曾說現在回想起來，他們的木筏的破裂是幸運的，因為男孩們認為他們在薩摩亞周圍的小島，若繼續航行將會向南進入公海。

## 獲救
1966年9月11日，由彼得·華納擔任船長的澳大利亞漁船「Just David號」，在華納注意到該島懸崖上有燃燒的痕跡之後，接近了阿塔島。華納在塔斯馬尼亞州兼職做漁民，回程時碰巧在阿塔島附近航行。
在通過望遠鏡發現這些不修邊幅的裸體男孩後，漁船小心翼翼地靠近，因為華納被告知嚴重的罪犯有時會被放逐到偏遠的島嶼。當船足夠近時，史蒂夫潛入水中，游到船上，用英語向華納解釋他們的遇難情況。
為了核實他們的故事，華納用無線電向努库阿洛法報了他們的名字，在等待了20分鐘後，他被告知：「你找到他們了！島上的人們都以為他們已經去世而放棄，葬禮都已經舉辦過了。如果真的是他們，那這簡直就是一個奇蹟！」

## 後續
經過後來的檢查，所有男孩的身體狀況都正常，就連曾摔斷腿的史蒂夫也已經完全康復。
在盛大的慶祝活動之後，男孩們被華納的公司僱用為龍蝦船的船員。在宴會上，遇難男孩們的家人答應教給華納如何和在哪裡捕撈太平洋刺龍蝦，華納得到皇家特許權，可以在東加水域捕獲刺龍蝦，作為拯救這群人的獎勵，並結識了國王陶法阿豪·圖普四世。
華納發現男孩們沒出現在為他們而舉辦的派對後，得知他們因偷竊罪而被關押在警察局 。之後華納與雪梨的七號電視網安排拍攝他們的故事，並使用出售版權所得的150英鎊賠償被盜船隻主人的損失，作為回報，船主放棄了指控。
七號電視網的電視攝製組與華納和男孩們一起駛回阿塔島，拍攝了他們的故事的紀錄片——《漂流者》（The Castaways），該片於1966年10月播出。該紀錄片如今只有一份拷貝，目前可以在YouTube上看到。

## 紀錄片及出版
2015年，西班牙探險家阿爾瓦羅·塞雷佐（Alvaro Cerezo）在阿塔島與漂流者之一的科洛·費基托亞（當時已60多歲）一起生活了10天。這兩個人獨自住在那裡，靠椰子、魚和海鳥生存，與1965年時的男孩們一模一樣。2020年夏天，塞雷佐發布了一部關於他和科洛的經歷的紀錄片，以及一本詳細介紹漂流者們15個月磨難的書該紀錄片的預告片已在YouTube上發布。
2020年，荷蘭歷史學家魯特格爾·布雷格曼在他的《人慈：橫跨二十萬年的人性旅程，用更好的視角看待自己》一書中寫到了這些漂流者的文明經歷。一部充滿希望的歷史，作為對虛構故事的反駁例子，一群流落荒島後陷入野蠻狀態的小孩們。此外，電影製片廠新攝政獲得男孩們經歷的電影版權，將來可能會拍攝成一部故事片。

## 外部連結
- YouTube上的The real Lord of the Flies: What happened when six boys were shipwrecked for 15 months. The Castaways (1966), documentary from ATN-7
- YouTube上的The Six Tongan Castaways in ʻAta Island: 1966 Australian Channel 7 Documentary.
- YouTube上的How Six Kids Survived Being Shipwrecked for 15 Months, a 2021 recapitulation